# Курт Енгл
Курт Стівен Енгл — професійний американський реслер, борець і актор. Відомий своїми виступами в WWF/E, де працював з 1998 року. З 2006 року працює в TNA. Він — єдиний в історії реслінгу Олімпійський золотий медаліст.

## Прізвиська
- «The American Hero» (WWF / NJPW)
- «The Most Celebrated Real Athlete in WWF History» (WWF)
- «Real Athlete» (WWF)
- «The Olympic Gold Medalist» (WWF/E / TNA)
- «The Olympic Hero» (WWF)
- «The Only Olympic Gold Medalist in Professional Wrestling History» (WWF/E / TNA)
- «The Wrestling Machine» (WWE)
- «The Godfather of The Main Event Mafia» (TNA)

## Музичні теми
- «Medal» Jim Johnston (WWF/E; 1999–2006)
- «I Don't Suck» Jim Johnston (WWE)
- "Medal (Remix)"Jim Johnston (WWE; 2006)
- «My Quest» Dale Oliver (TNA; 2006–2007)
- «Gold Medal» Tha Trademarc (TNA; 2007—наст. время)
- «Main Event Mafia» Dale Oliver[2] (TNA; в складі The Main Event Mafia; 2008–2009)